# Česká Skalice
Česká Skalice (in tedesco Böhmisch Skalitz) è una città della Repubblica Ceca facente parte del distretto di Náchod, nella regione di Hradec Králové.

## Monumenti e luoghi d'interesse

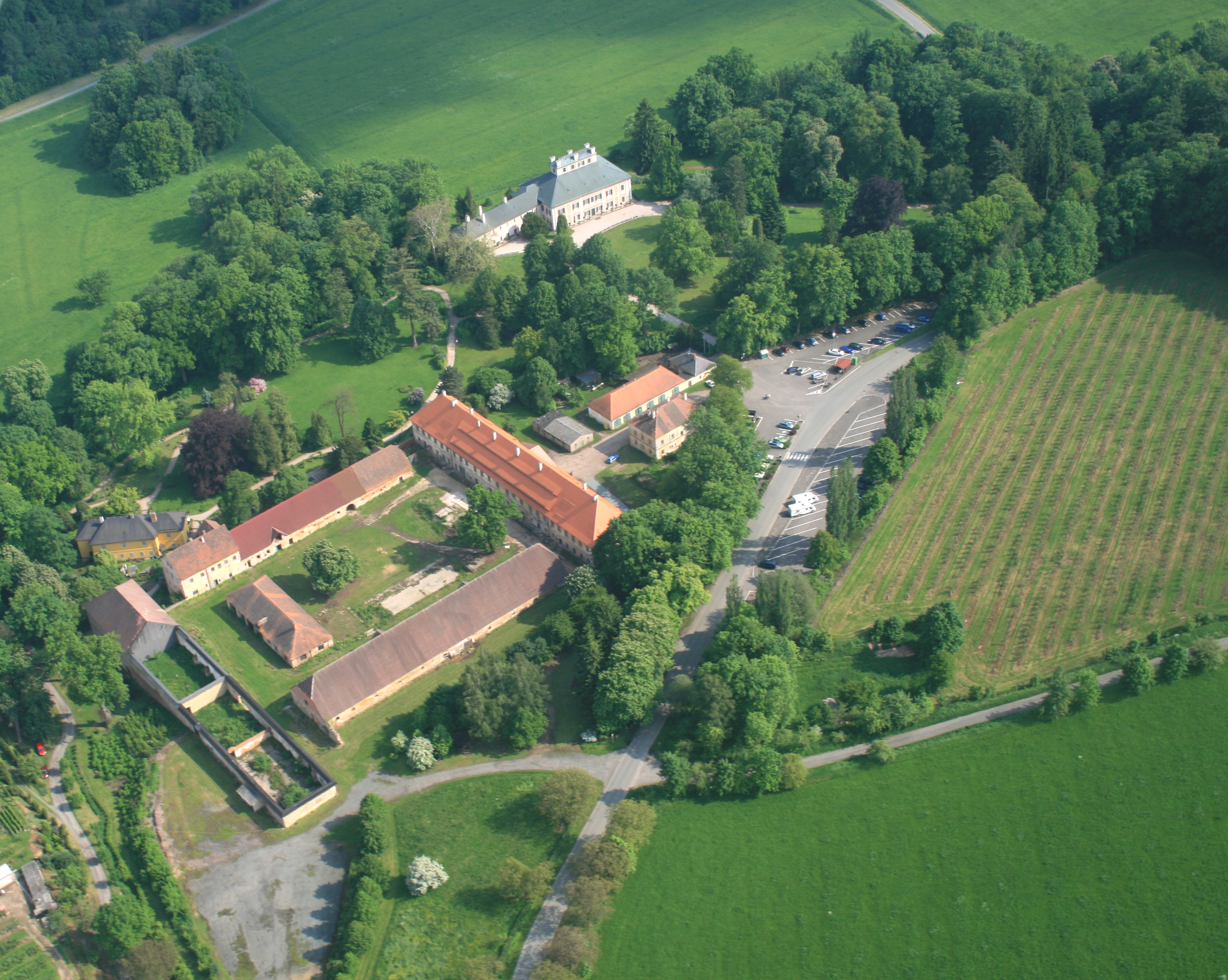
Ratibořice dal cielo

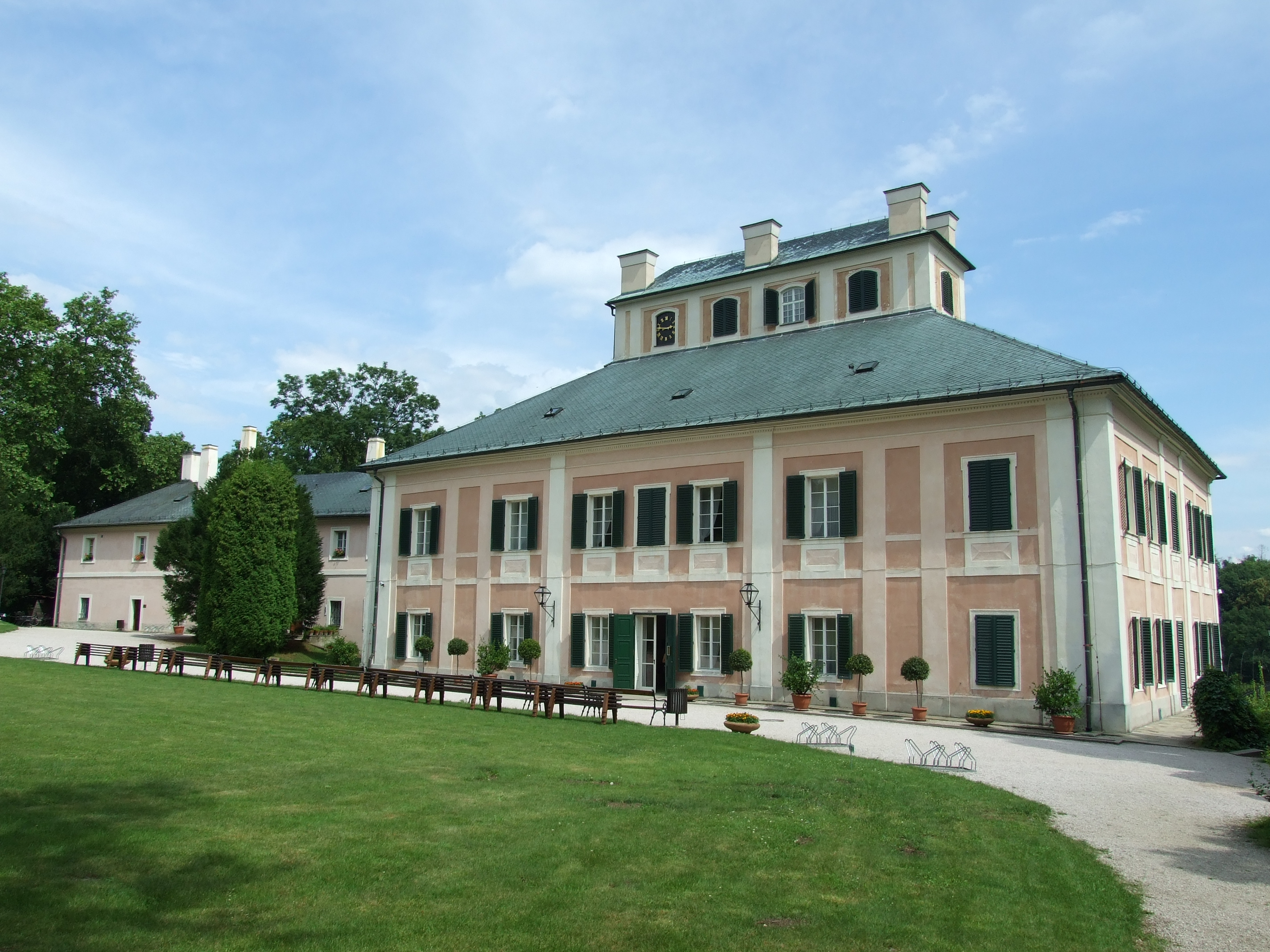
Il castello di Ratibořice

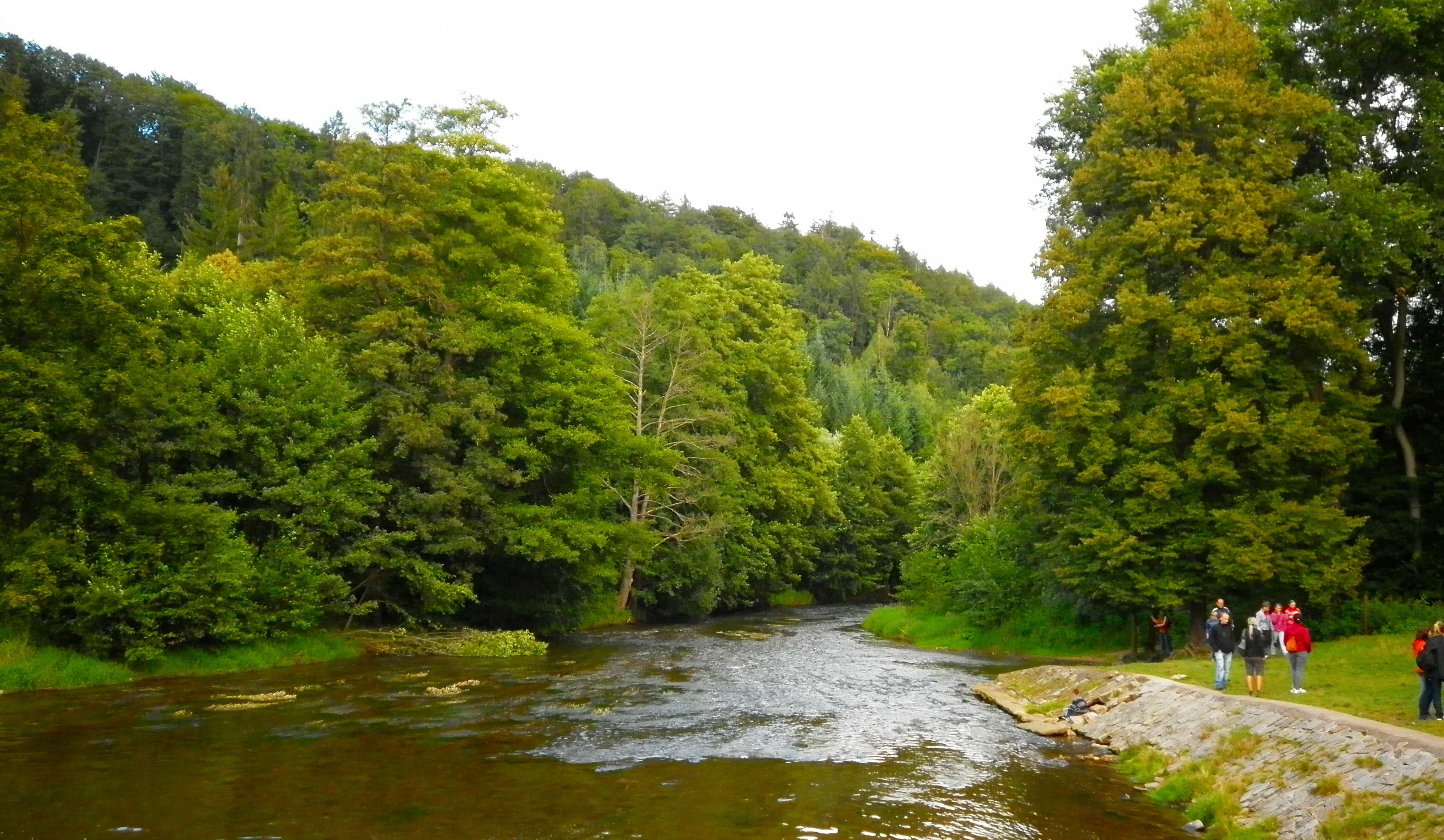
Percorso naturalistico in Babiččino údolí

- Castello di Ratibořice. Nella frazione di Ratibořice si trovava una roccaforte medievale, di cui si è conservata la disposizione originale. In seguito, sullo stesso sito venne edificato un castello barocco che poi, negli anni 1825-1826, venne trasformato in stile impero[3] dalla duchessa di Curlandia e Semigallia Guglielmina di Sagan. Gli interni storici conservano un arredamento risalente per lo più agli inizi del XIX secolo, cioè ai tempi della duchessa.
- Valle di Babička. Tutta la zona in cui sorge il castello è chiamata Babiččino údolí ('Valle di Babička' o 'Valle della Nonna'), a ricordo del romanzo "La nonna", di Božena Němcová, qui ambientato.